# ダークエネルギーサーベイ

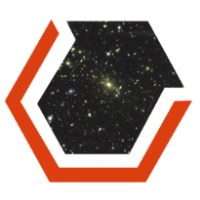
DESのロゴマーク

ダークエネルギーサーベイ（英: Dark Energy Survey、DES）はダークエネルギーの特性を絞り込むために行われた掃天観測である。近紫外線、可視光線、近赤外線で撮影された画像から、Ia型超新星、バリオン音響振動、銀河団、弱い重力レンズ効果を用いて宇宙の膨張について測定する。研究グループは、アメリカ、オーストラリア、ブラジル、イギリス、ドイツ、スペイン、スイスなどの大学や研究所で構成されている。このグループはいくつかの科学ワーキンググループに分かれている。DESのディレクターはジョシュ・フリーマンである。
DESはこのサーベイのために特別に開発されたダークエネルギーカメラ（DECam）の製作から始まった。このカメラは一度に広い視野を高感度で撮影でき、特に可視光波長の赤部分から近赤外にかけての感度に優れている。観測は、このDECamをチリのセロ・トロロ汎米天文台(CTIO)にある口径4mのビクター・M・ブランコ望遠鏡に搭載して行われた。サーベイ観測は2013年から2019年にかけて行われ、主目的の宇宙論に関しては2021年に最初の3年間の観測による成果が発表されている。

## DECam

クリーンルーム中のDECam

DECamはダークエネルギーカメラ（英: Dark Energy Camera）の略称で、ブランコ望遠鏡にそれまで搭載されていた主焦点カメラに取って代わるために開発された。このカメラは、機械構造部、光学系、そしてCCDイメージセンサの3つの主要部で構成されている。

### 構造
カメラの機構部は、8枚のフィルターを収容できるフィルターチェンジャーとシャッターで構成されている。また、5枚の補正レンズを収容するための鏡筒部もあり、最大部分は直径 98 cm に達する。これらの装置はCCDの焦点面に設置されており、CCDの熱ノイズを低減させるために液体窒素でマイナス100℃ に冷却されている。冷却によって結露が起こらないよう、センサー周辺は真空に近い0.00013パスカル (1.3×10−9 atm)に保たれている。レンズ、フィルター、CCDを含むカメラ全体の総重量は約4t になる。主焦点に取り付けられた際は、リアルタイムでピントの調整ができるようスチュワートプラットフォームに支持された状態で搭載された。

### 光学系

DECam内蔵のフィルター図

カメラには波長340 - 1070 nmに相当するu, g, r, i, z, Yバンドのフィルターが搭載されており、これはスローン・デジタル・スカイサーベイで使用されているものに近い。このフィルターにより、DESでは測光赤方偏移をz≈1 付近の天体まで測定できる。DECamは、望遠鏡の視野を直径2.2°まで拡張するための補正光学系である5枚のレンズを含んでおり、これにより当時の同規模の地上光学・赤外線望遠鏡では最大級の画角を持つ装置となった。ブランコ望遠鏡に従来搭載されていたCCDとの大きな違いは、赤色から近赤外線領域にかけての量子効率が向上したことである

### CCD

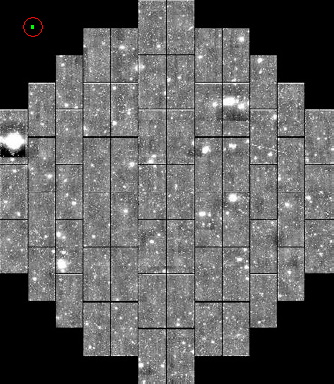
CCDアレイの焦点面でのシミュレーション画像。それぞれの縦長方形が1枚のCCDで、目安として左上の赤い丸の中の緑の長方形で、iPhone 4のカメラセンサーのサイズを同スケールで示している

DECamの科学センサーアレイは、2048×4096 のピクセルの裏面照射型センサーであるCCD62枚による合計約5億2000万画素に、望遠鏡のガイディングやピント監視、アライメント用の12枚の2048×2048 ピクセルのCCD（合計約5000万画素）を加えた、合計約5.7億画素で構成されている。DECamのCCDはダルサ社とローレンス・バークレー国立研究所が製造した高抵抗シリコンによる15×15 ミクロンのピクセルが使われている。比較としてDECam開発と同時期のiPhone 4に搭載されたオムニビジョン社の裏面照射センサーのピクセルは1.75×1.75 ミクロンしかなく、総画素も500万画素しかない。ピクセルサイズが大きいと、1つのピクセルにより多くの光を集めることができ、天文機器として重要な低光度天体への感度が向上する。またDECamのCCDの結晶の厚さは250 ミクロンと、多くの市販のCCDより大幅に深くなっている。結晶の厚みが増すと入射した光子のセンサー内で通過できる経路長が伸びる。その結果、光子がCCDと光電効果を起こす確率が高まるので、低エネルギーの光子に対する感度が向上し、結果波長1050 nm まで観測可能な波長が広がっている。この性能は科学的にも重要で、近赤外線でしか観測できない赤方偏移が大きな天体をより多く観測できるようになれば、そうした天体の特性への統計的な信頼度も高まる。望遠鏡の焦点面ではそれぞれのピクセルの空間分解能は0.27秒角に達し、全体の視野は3平方度に達する。

## サーベイ観測

DECamの100万回目の撮影画像。その前の127枚の画像を用いてこの画像が合成された。

DESは南半球の空のうち南極点望遠鏡やストライプ82プログラムの観測領域（天の川の大部分を除く）と重なる5000平方度の領域を撮像した。このサーベイには、毎年8月から2月の観測シーズンを丸6季、合計758夜をかけて行われ、対象領域全体を測光システムの5種類のバンド(g, r, i, z, Y)でそれぞれ10回ずつ観測した。このサーベイで、iバンドでは限界等級が領域全体で24等級に達した。さらに超新星の探索のため、より長い露光時間と高頻度な観測が5つの特定領域、合計30平方度について行われた。
DECamのファーストライトは2012年9月12日に行われ、検証と試験観測期間を経て2013年8月に本格的なサーベイを始め、DESとしての最後のサーベイ観測を2019年1月9日に完了した。

### DECamを使った他のサーベイ
メインのダークエネルギーサーベイを終えた後も、DECamは様々な観測や、以下のような追加の大規模サーベイに用いられている。
- ダークエネルギーカメラレガシーサーベイ (DECaLS)は天の川銀河を除く赤緯32度以下の空全体をカバーしている。このサーベイの領域は9000平方度を超えている[16][17]。
- DESIレガシー撮像サーベイ (レガシーサーベイ)は第10期データリリースの時点で、DECaLS, BASS, MzLSなどのデータも含んでおり、DECamで撮影された追加のデータも含められている。これで、マゼラン銀河も含む南天の銀河系外領域をすべて撮影したことになる。レガシーサーベイの目的は、サーベイ後にブランコ望遠鏡に搭載される新型装置ダークエネルギー分光装置（英語版）(DESI)で観測するターゲットをリストアップすることである[17][18]。
- ダークエネルギーカメラプレーンサーベイ (DECaPS)は、ほかのサーベイでは避けられていた南半球の天の川領域をカバーする[19]。

このほかにも研究者グループによって小規模～中規模なサーベイが適宜実施されており、その中には遠方宇宙に限らず太陽系天体を捜索するためのものも含まれる。

## 観測

DECamが撮影したケンタウルス座A銀河

毎年8月から2月まで、観測員が天文台のある山頂に常駐する。1週間ごとの作業期間中、観測員は昼に眠り夜に望遠鏡とカメラを操作して観測を行う。DESのメンバーの一部は望遠鏡コンソールで監視を行い、ほかのメンバーはカメラのオペレーションとデータ転送を管理する。
ワイドフィールドと呼ばれるほとんどの主要領域の観測では、DESは新しい画像の取得におよそ2分かかる。そのうち露光時間は90秒で、残りの30秒ほどでカメラデータの読み出しと望遠鏡の次の領域への方向転換を行う。各露光時間の制約にかかわらず、チームは常に月光や雲量といった観測中の空のコンディションの違いについても気を配る必要がある。
より良い画像を得るために、DESのチームはObsTacと呼ばれるコンピューターアルゴリズムを使用して観測順序の決定を支援している。このアルゴリズムは日付や時間、気象条件，月の位置といった様々な要因を考慮した最適化を行う。ObsTacは望遠鏡を自動で最適な観測領域に向け、フィルターと露光時間の選択も行う。また、選択した露光時間が超新星捜索の領域にも適用できるかを検討して、ワイドフィールドか時間領域サーベイ領域を観測するかを選ぶ。

## 主な成果

### 宇宙論

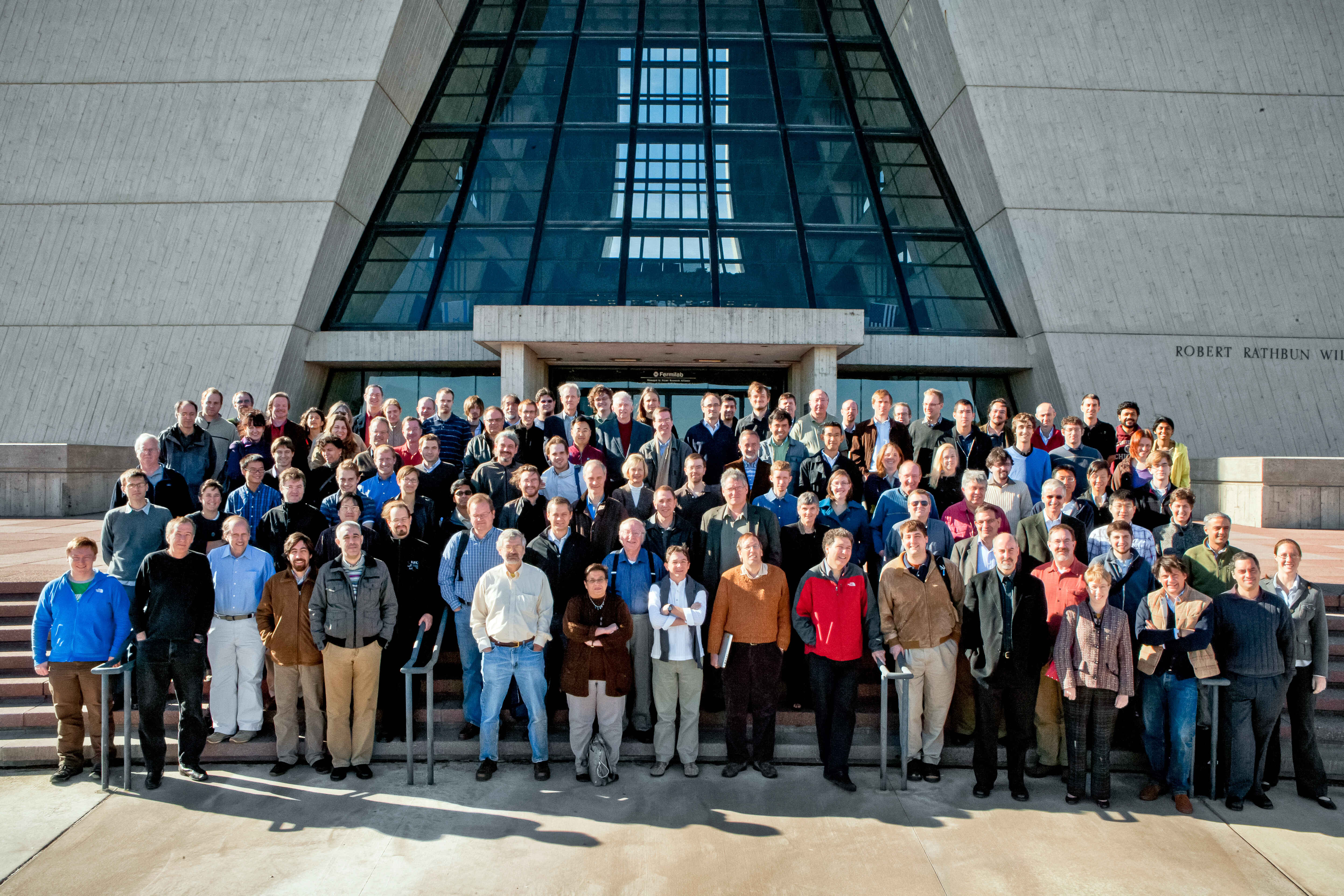
DESの研究者チーム

サーベイの研究グループは、宇宙論に関して観測をまとめた結果を複数の論文で発表している。多くの宇宙論の成果は最初の1年間の観測、もしくは最初の3年間の観測データの時点で出揃っている。宇宙論に関する成果は、銀河間の重力レンズ効果、弱レンズ効果の異なる形状、宇宙論的ゆがみ（コスミックシアー）、銀河のクラスタリング、測光データセットを用いたマルチプローブの手法で結論付けられている。
DESが集めた最初の1年間のデータから、サーベイグループは銀河のクラスタリングと弱レンズ効果、コスミックシアーの測定結果から宇宙論の制約を示した。
銀河クラスタリングと弱レンズ効果からは、物質分布の成長度合いのパラメーター(S8)と宇宙の密度パラメーター(Ωm)に関して、{\displaystyle S_{8}=\sigma _{8}(\Omega _{m}/0.3)^{0.5}=0.773_{-0.020}^{+0.026}}と{\displaystyle \Omega _{m}=0.267_{-0.017}^{+0.030}}が得られ、Λ-CDMモデルに対しては{\displaystyle S_{8}=0.782_{-0.024}^{+0.036}}と、{\displaystyle \Omega _{m}=0.284_{-0.030}^{+0.033}}が得られた。また、ωCMDでの68%の信頼区間の限界では{\displaystyle \omega =-0.82_{-0.20}^{+0.21}}となった。
加えてサーベイグル－プは、銀河のサーベイで得られたコスミックシアーの最も顕著な測定結果を組み合わせて、68%の信頼限界で{\displaystyle \sigma _{8}(\Omega _{m}/0.3)^{0.5}=0.782_{-0.027}^{+0.027}}、Λ-CDMモデルに対しては{\displaystyle \omega =-0.95_{-0.36}^{+0.33}}のもとで{\displaystyle \sigma _{8}(\Omega _{m}/0.3)^{0.5}=0.777_{-0.038}^{+0.036}}という結果を得た。
そのほかの1年目データの宇宙論的解析では、弱い重力レンズ源として使用された銀河の赤方偏移分布についての推定値の導出と検証、不確実性が示された。
また、DESチームは初年度データでの、宇宙論解析のためのすべての測光データセットの概要についての論文も発表している。
さらに、3年目までのデータがDESによって収集されると、チームは宇宙論的制約の値を更新し、新しいコスミックシアの測定からΛ-CDMモデルで{\displaystyle \sigma _{8}(\Omega _{m}/0.3)^{0.5}=0.759_{-0.025}^{+0.023}}という値を得た。
そして3年目まで銀河クラスタリングと弱レンズ効果の測定結果からは、宇宙論制約について{\displaystyle S_{8}=\sigma _{8}(\Omega _{m}/0.3)^{0.5}=0.776_{-0.017}^{+0.017}}と{\displaystyle \Omega _{m}=0.339_{-0.031}^{+0.032}}を得て、Λ-CDMモデルでの68%の信頼限界に対しては{\displaystyle S_{8}=\sigma _{8}(\Omega _{m}/0.3)^{0.5}=0.775_{-0.024}^{+0.026}}と、{\displaystyle \Omega _{m}=0.352_{-0.041}^{+0.035}}、ωCDMでの68%信頼限界では{\displaystyle \omega =-0.98_{-0.20}^{+0.32}}という更新値を得た。
また、初年度と同様にDESのチームは3年目までの宇宙論解析のための観測の測光データとして、南天のgrizYと呼ばれる画像も含む5000平方度に迫る領域の、3.9億天体についてのデータを公開しており、SN比 ~ 10 の限界等級を{\displaystyle i_{AB}}で ~ 23.0 まで拡張し、天頂での測光誤差を0.003等級未満にした。

### 弱い重力レンズ

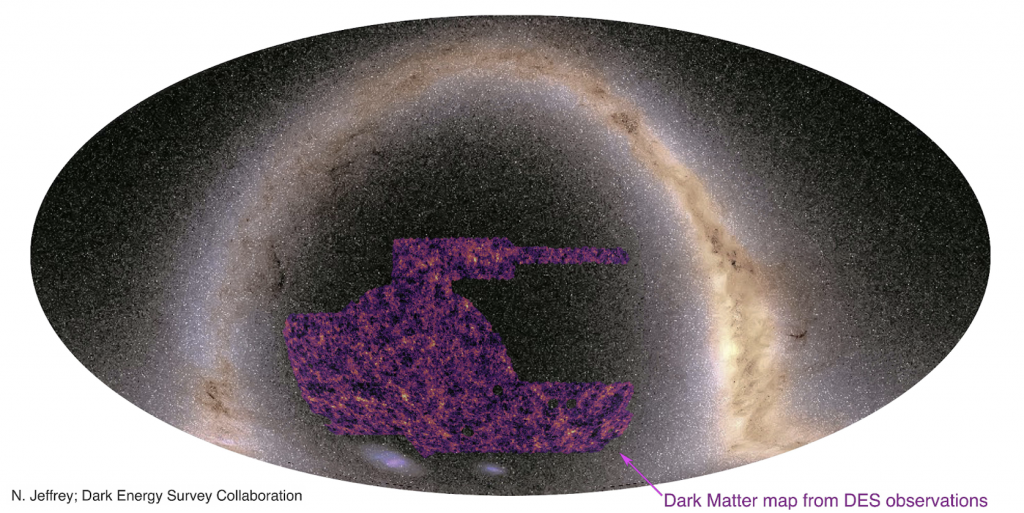
DESの2021年の暗黒物質マップで、観測された銀河の前景にある弱い重力レンズデータセットを投影している

弱い重力レンズ効果は、2点関数であるシアーの相関関数、またはそのフーリエ変換に相当するシアパワースペクトル密度の統計解析で測定された。
2015年4月に、サーベイチームは2012年8月から2013年2月にかけて得られた科学検証データ中のおよそ200万個の銀河の宇宙論的ゆがみを用いて質量マップを構築し公開した。
2021年には南天の空域のダークマターマップを、弱レンズ効果を用いて構築・発表し、2022年にはそれに銀河クラスタリングのデータも組み合わせて新しい宇宙論制約を得た。
さらに2023年にはプランク衛星と南極点望遠鏡のデータを合わせてさらに改善された制約値を得た。
弱レンズ効果のもう1つの大きな成果は、その重力源の銀河の赤方偏移の較正である。2020年12月と2021年6月に発表した論文中で、DESチームは弱レンズ効果を用いて、重力レンズの物質密度マップを作るために重力源となっている銀河の赤方偏移を較正したという成果を報告した。

### 重力波
LIGOが最初に重力波GW170817の信号を検出した後、DESではDECamを使ってフォローアップ観測を行った。DECamが独自に光学対応天体を発見したことで、DESチームは出現可能性のある領域中のほかの1500個ほどの候補天体のどれもがこの重力波イベントと無関係であることを示すとともに、発見した天体とGW170817との関係を確立させた。DESチームは2週間以上にわたってこの天体を監視し、機械可読式の形式でその光度曲線を公開している。観測データセットから、DESはNGC 4993の近くにあるこの光学対応天体がGW170817と関連すると結論付けた。この発見は重力波観測によるマルチメッセンジャー天文学の時代の到来を告げるものとなり、重力波の光学対応天体の捜索におけるDECamの威力を示すものとなった。

### 矮小銀河

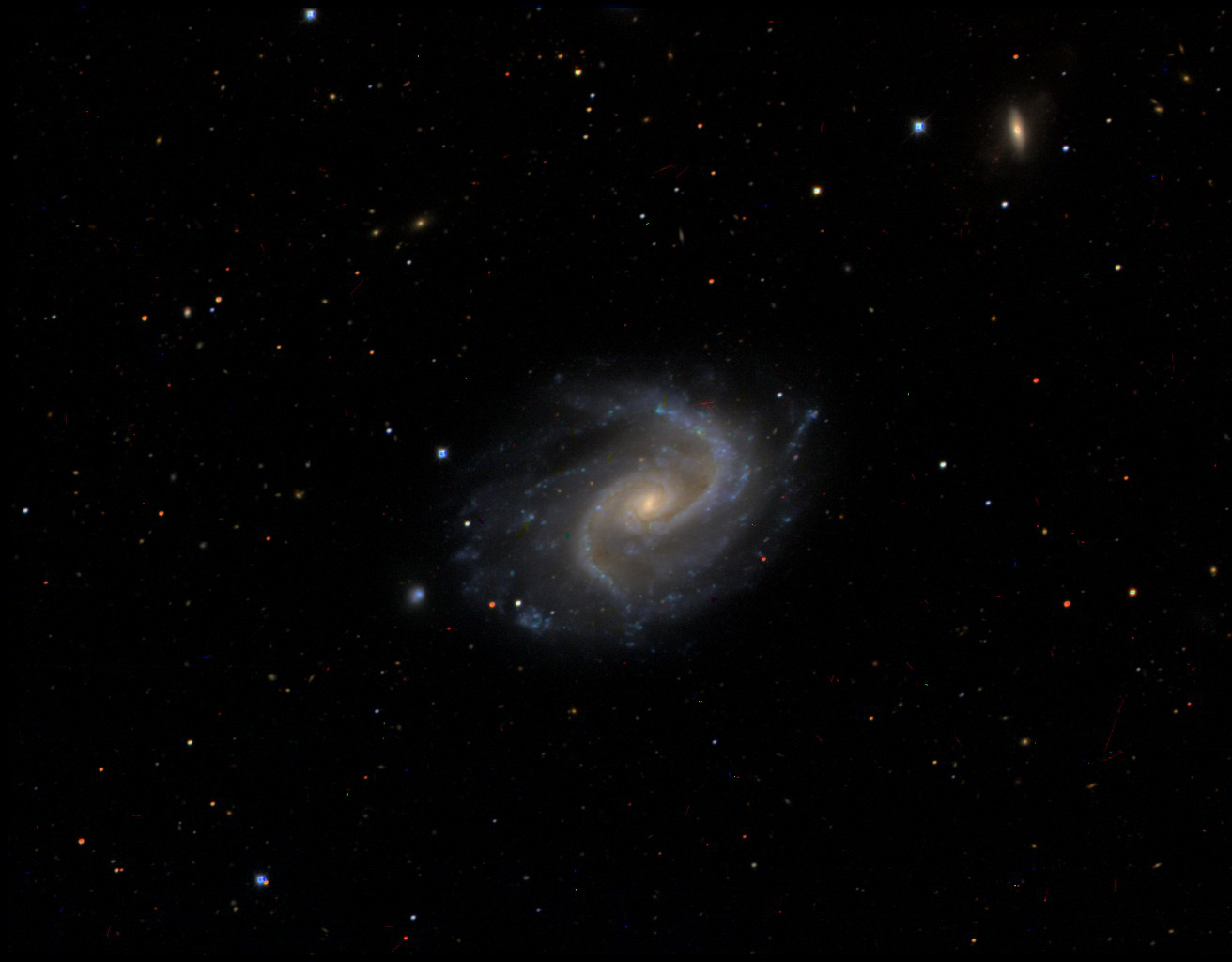
DESで撮影された渦巻銀河NGC 895

2015年3月に、2つのチームがDESの1年目のデータから数個の矮小銀河の可能性のある候補天体の発見について報告した。
同年8月には、DESチームがDESの2年目までのデータからさらに8個の候補の発見を発表した。
その後もDESチームはさらなる矮小銀河の発見を続けている。矮小銀河の発見数が増えたことで、チームはそういった天体の化学組成、恒星の種族の構造、恒星の運動と金属量といったさらなる特性を深く調べることが可能となった。
2019年2月にチームはろ座矮小銀河の6番目の球状星団と、潮汐破壊された超低輝度矮小銀河を発見した。

### バリオン音響振動
バリオン音響振動(BAO)の兆候は物質密度場のトレーサー分布から観測でき、宇宙の膨張の歴史を測定するうえで用いられる。BAOは純粋に測光データだけを使って測定することも出るが、重要性が下がる。
しかしDESチームの観測サンプルは4100平方度を超える領域の0.6 < zphoto < 1.1の範囲の約700万個の銀河を含み、その赤方偏移の精度は0.03(1+z)である。
これらの統計解析から、角度相関と球面調和関数から得られた尤度を組み合わせて、共動角直径の比を、チームのサンプルの有効赤方偏移をドラッグ期の音響地平スケールで{\displaystyle D_{m}(Z_{e}ff=0.835)/r_{d}=18.92\pm 0.51}と制限つけた。

### Ia型超新星の観測

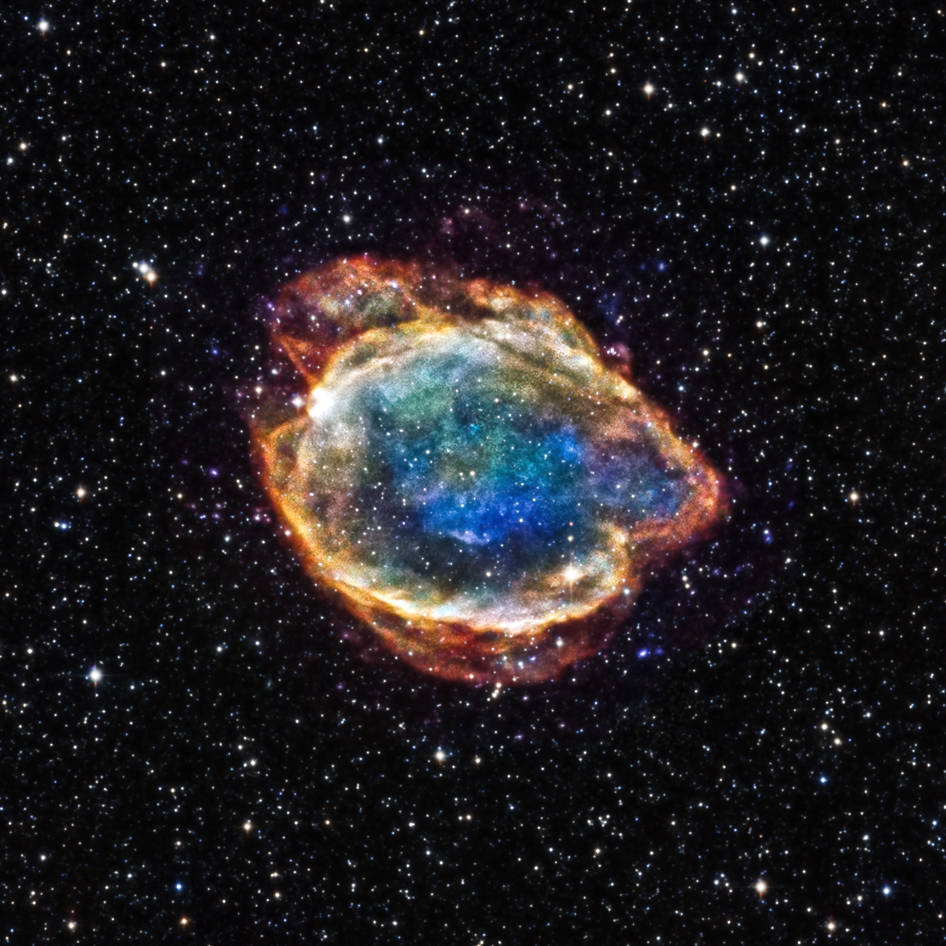
超新星残骸G299.2-2.9

2019年5月に、DESのチームはIa型超新星を用いた最初の宇宙論的解析の成果を発表した。超新星のデータは、DESの超新星観測フィールドの3年間分の観測を用いている。チームは、フラットなΛ-CDMモデルで Ωm = 0.331 ± 0.038 、フラットなw-CDMモデルで Ωm = 0.321 ± 0.018, w = −0.978 ± 0.059 という値を得た。
また、同じ3年分のデータからはハッブル定数の最新値として{\displaystyle H_{0}=67.1\pm 1.3\,\mathrm {km\,s^{-1}\,Mpc^{-1}} }を得た。
この結果は、前年の2018年にプランク衛星のチームが発表したハッブル定数とよく一致していた。
2019年6月にはDESチームからフォローアップ論文で、系統誤差についての議論や超新星を用いて測定した前述の宇宙論成果の検証が発表された。
また、チームは同月に発表した別の論文で、光度曲線のデータや測光パイプラインについての論文も発表している。

### 小惑星

DECamが撮影した太陽系外縁天体

ダークエネルギーサーベイの過程で、多数の小惑星が画像中に写り込み発見されており、その中には軌道傾斜角の大きな太陽系外縁天体も含まれる。
国際天文学連合の小惑星センターは、セロ・トロロ天文台に従来割り当てられていた天文台コード「807」とは別に、DECamによる観測にコード「W84」を与えている。
2025年6月までに小惑星番号が与えられた小惑星のうち、「Cerro Tololo-DECam」が発見者登録されたものが1425個、「DECam」で登録されたものが477個、「Dark Energy Survey」での登録が4個ある。この中には仮符号のみ登録された小惑星は含まれていない。発見者が正式に定義されるのは、軌道決定の精度が十分高まり、小惑星番号が与えられた後である。
また、DESの6年間のアーカイブ画像を捜索した結果見つかった天体にはベルナーディネッリ・バーンスティーン彗星といった彗星も含まれる。

## ギャラリー

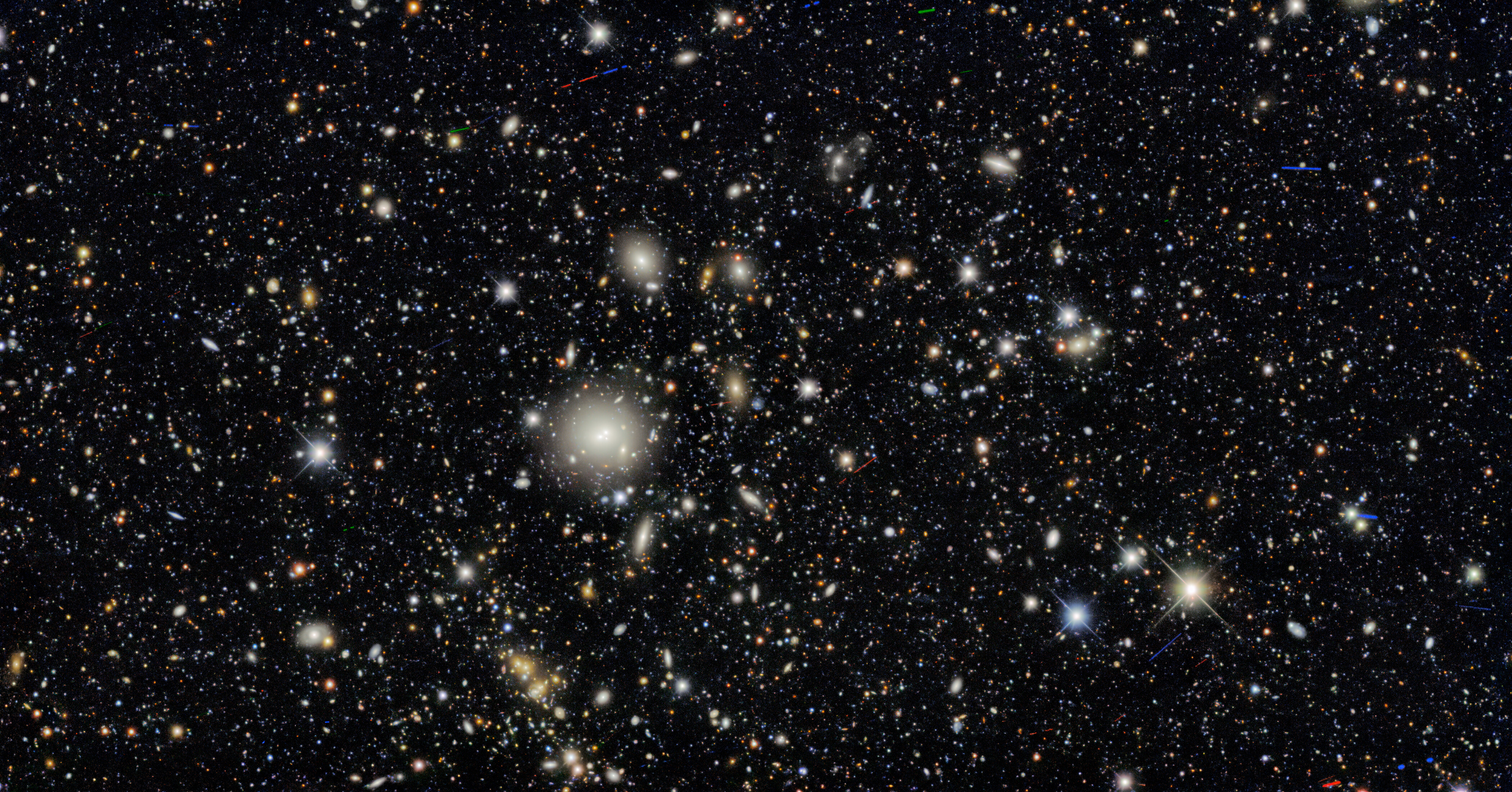
ダークエネルギーサーベイディープフィールド
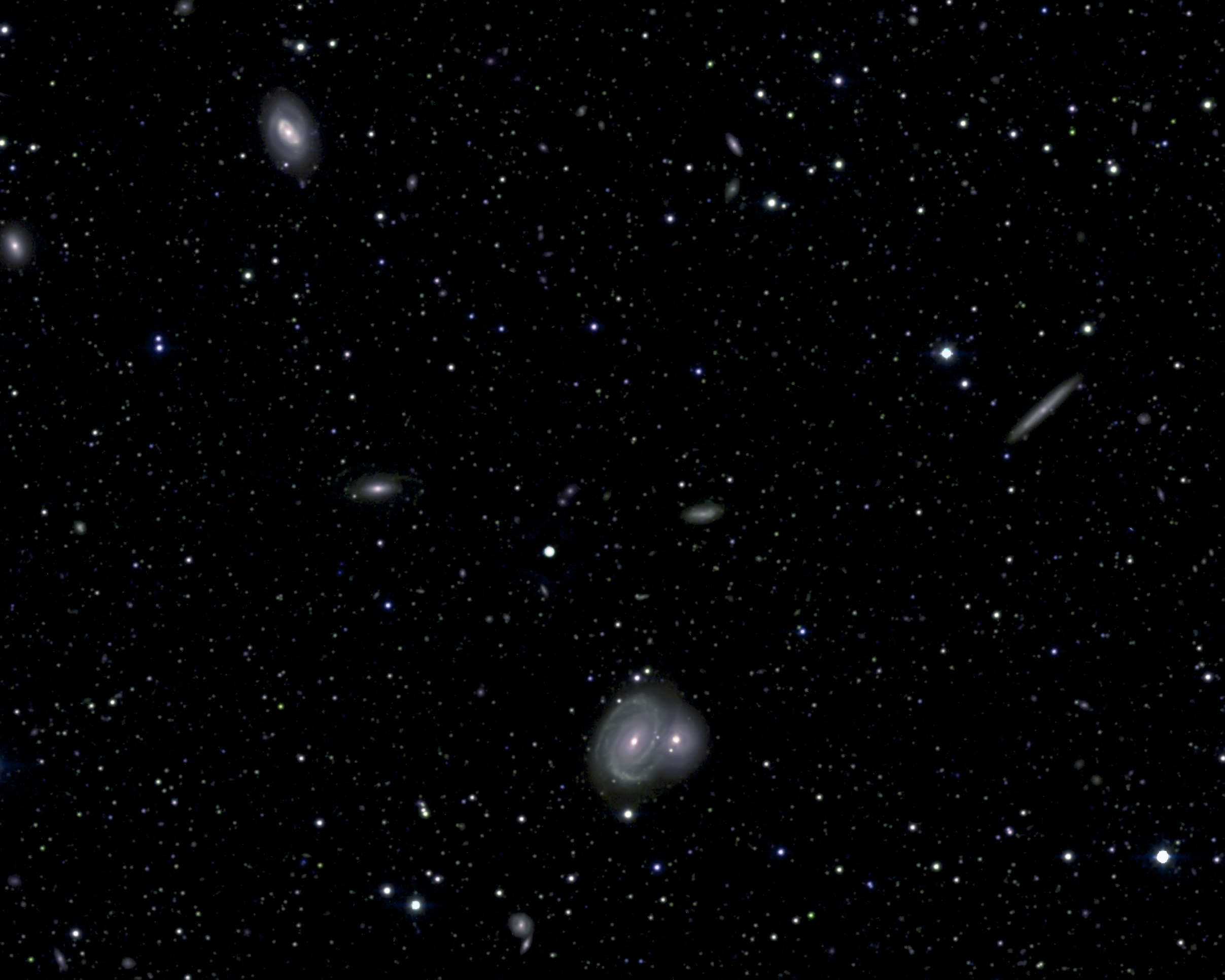
DECamが撮影した深宇宙の一部、画像中央下の渦巻銀河までの距離はおよそ3億8500万光年
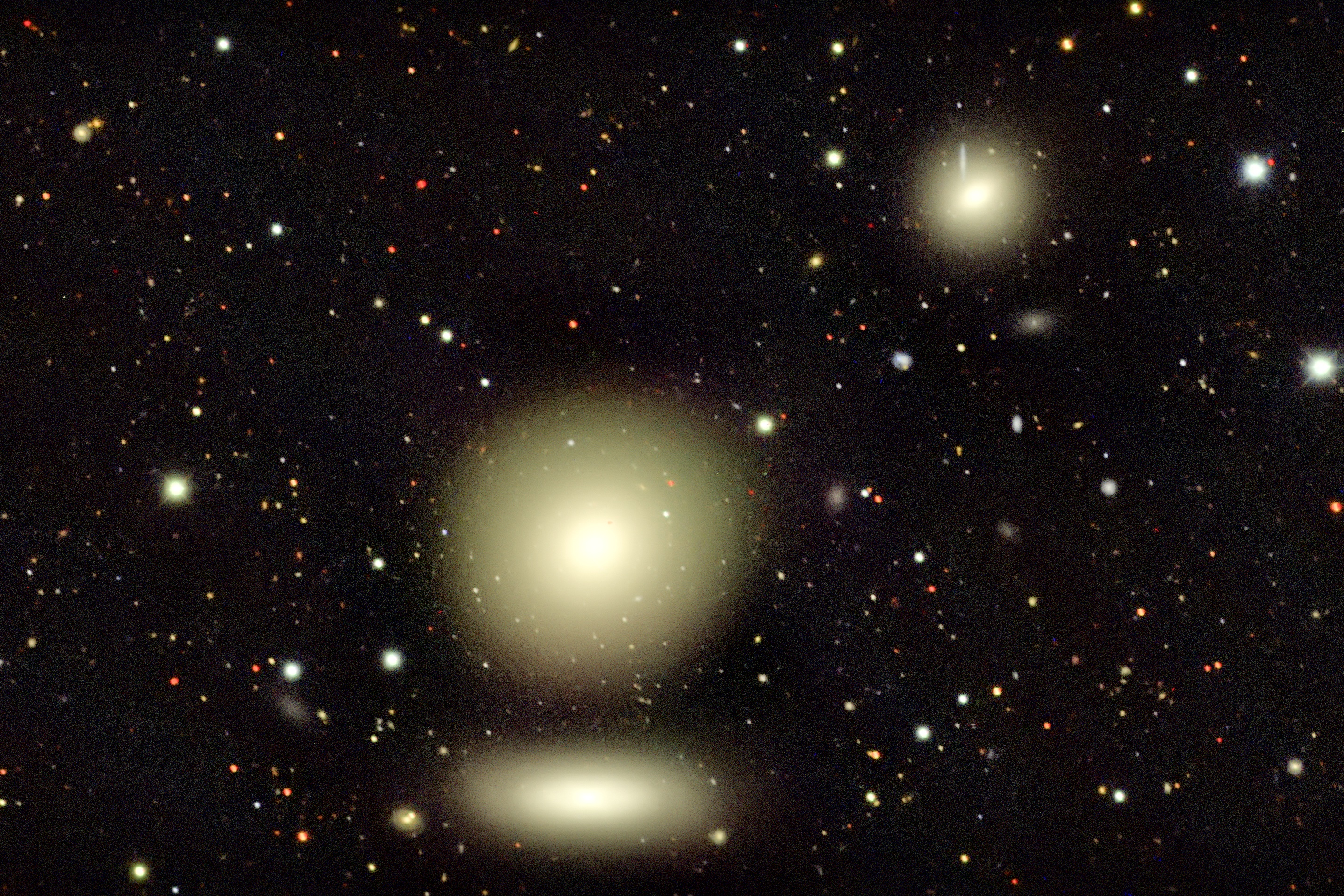
DECamが撮影した、地球から6500万光年離れたろ座銀河団を構成する3つの銀河
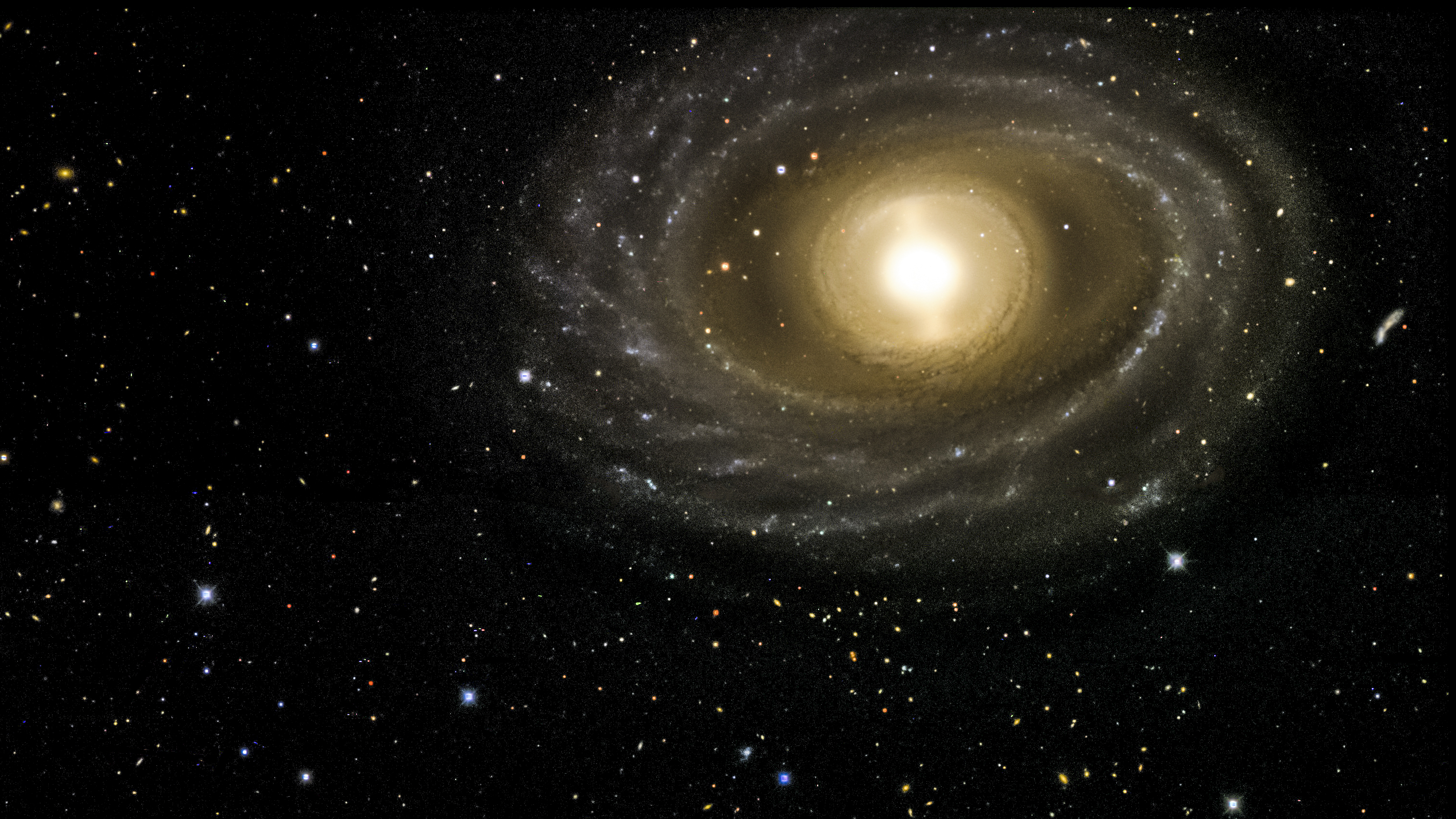
DECamで撮影された銀河NGC 1398（英語版）
DECamが撮影したかみのけ座銀河団
DECamが発見した木星の衛星、S/2017 J5
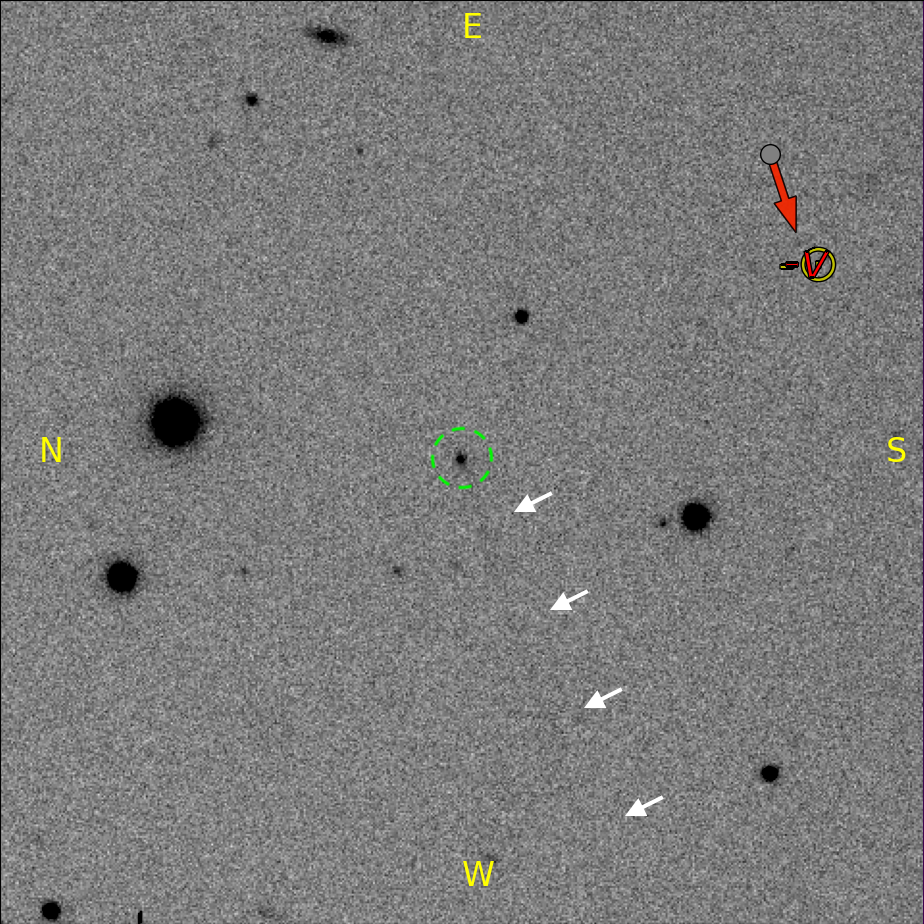
DECamの画像から検出された、活動小惑星2005 QN173の彗星活動
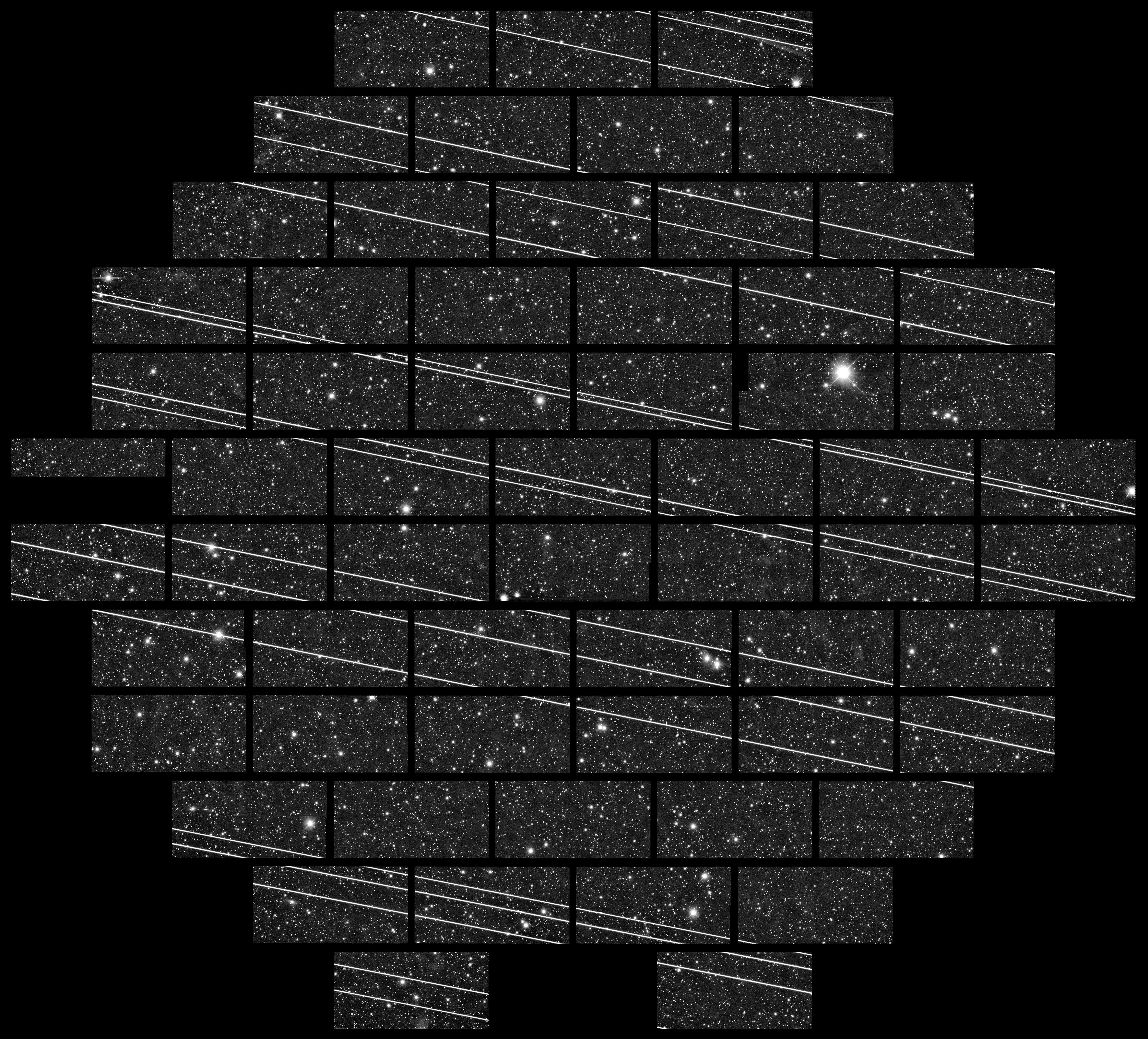
スターリンク衛星の光跡の影響を受けたDECamの画像